# Kobylinek (Prostki)
Kobylinek (deutsch Kobylinnen (Dorf), 1938 bis 1945 Kobilinnen) ist ein Ort in der polnischen Woiwodschaft Ermland-Masuren, der zur Landgemeinde Prostki (Prostken) im Powiat Ełcki (Kreis Lyck) gehört.

## Geographische Lage
Kobylinek liegt im südlichen Osten der Woiwodschaft Ermland-Masuren, 16 Kilometer südlich der Kreisstadt Ełk (Lyck).

## Geschichte
Die Gründung des ein paar große und kleine Höfe zählenden Dorfes erfolgte im Jahre 1529. Im Jahre 1827 folgte im Gemeindegebiet die Errichtung des Gutes Kobylinnen, das heute den Kern des Ortes Kobylin bildet.
Kobylinnen wurde im Jahre 1874 in den neu errichteten Amtsbezirk Gorczitzen (polnisch Gorczyce) eingegliedert, der – nach wenigen Jahren in „Amtsbezirk Borken“ (polnisch Borki) umbenannt – zum Kreis Lyck im Regierungsbezirk Gumbinnen (1905 bis 1945: Regierungsbezirk Allenstein) der preußischen Provinz Ostpreußen gehörte.
Im Jahr 1910 waren in Kobylinnen 165 Einwohner registriert, im Jahre 1933 waren es dann schon 217.
Aufgrund der Bestimmungen des Versailler Vertrags stimmte die Bevölkerung im Abstimmungsgebiet Allenstein, zu dem Kobylinnen gehörte, am 11. Juli 1920 über die weitere staatliche Zugehörigkeit zu Ostpreußen (und damit zu Deutschland) oder den Anschluss an Polen ab. In Kobylinnen stimmten 100 Einwohner für den Verbleib bei Ostpreußen, auf Polen entfiel keine Stimme.
Am 3. Juni 1938 änderte sich die Schreibweise des Ortsnamens in „Kobilinnen“. Die Einwohnerzahl belief sich ein Jahr später auf 185.
In Kriegsfolge kam das Dorf 1945 mit dem gesamten südlichen Ostpreußen zu Polen und erhielt die polnische Namensform „Kobylinek“. Heute ist es Sitz eines Schulzenamtes (polnisch Sołectwo) und somit eine Ortschaft innerhalb der Landgemeinde Prostki (Prostken) im Powiat Ełcki (Kreis Lyck), bis 1998 der Woiwodschaft Suwałki, seither der Woiwodschaft Ermland-Masuren zugehörig.

## Religionen
Kobylinnen bzw. Kobilinnen waren bis 1945 mit Dorf und Gut in die evangelische Kirche Ostrokollen (1938 bis 1945 Scharfenrade, polnisch Ostrykół) in der Kirchenprovinz Ostpreußen der Kirche der Altpreußischen Union sowie in die römisch-katholische Kirche St. Adalbert in Lyck (Ełk) im Bistum Ermland eingepfarrt.
Heute gehört Kobylinek katholischerseits zur Pfarrei in Prostki mit einer Filialkirche im nahegelegenen Sojółki (Sokolken, 1938 bis 1945 Stahnken) im Bistum Ełk der Römisch-katholischen Kirche in Polen. Die evangelischen Einwohner halten sich zur Kirchengemeinde in der Kreisstadt Ełk, einer Filialgemeinde der Pfarrei in Pisz (deutsch Johannisburg) in der Diözese Masuren der Evangelisch-Augsburgischen Kirche in Polen.

## Verkehr
Kobylinek ist von der polnischen Landesstraße 65 (einstige deutsche Reichsstraße 132) aus über Niedźwiedzkie (Niedzwetzken, 1936 bis 1945 Wiesengrund) und Miłusze (Mylussen, 1938 bis 1945 Milussen) erreichbar.